# 安德魯·沃恩
安德魯·克萊頓·沃恩（英語：Andrew Clayton Vaughn，1998年4月3日—），為美國職棒大聯盟的一壘手及外野手，目前效力於密爾瓦基釀酒人，先前曾效力於芝加哥白襪。他在2018年獲得金靴獎，並在2021年登上大聯盟。

## 職業生涯

### 芝加哥白襪
2019年大聯盟選秀，沃恩以選秀探花之姿加盟白襪。他和球隊簽下的合約金為720萬美元。
沃恩從新人聯盟開季，並在那裡繳出6成的誇張打擊率，隨後被升上1A。他在1A的打擊率為2成53，並敲出2轟與11分打點。升上高階1A後，他的打擊率為2成52。球季結束後，他代表美國隊出戰2019年世界棒球12強賽。
2021年，沃恩受邀參加大聯盟春訓。原本球隊不打算將他納入開幕戰名單，但隨著左外野手埃洛伊·席曼尼茲受傷，白襪決定提前讓沃恩登上大聯盟。他在4月2日完成大聯盟初登場，並在5月12日敲出大聯盟首轟。整季他的打擊率為2成35，並敲出15轟與48分打點。
2022年，他繳出2成71的打擊率。2025年，他的打擊率僅有1成98，並敲出5轟與19分打點。最後他在5月23日被下放3A。

### 密爾瓦基釀酒人
2025年6月13日，白襪將沃恩交易到釀酒人，換來Aaron Civale。沃恩也隨即被釀酒人下放到3A。

## 外部連結
- 球員資訊和成績在MLB ，ESPN ，Baseball Reference ，Baseball Reference (Minors) ，Fangraphs ，The Baseball Cube （英文）